# Lithophyllum punctatum
Lithophyllum  punctatum Foslie, 1906  é o nome botânico  de uma espécie de algas vermelhas pluricelulares do gênero Lithophyllum, família Corallinaceae.
- São algas marinhas encontradas em Sri Lanka.

## Sinonímia
- Não apresenta sinônimos.